# Ca les Viudes
Ca les Viudes és un edifici de Porrera (Priorat) que forma part de l'Inventari del Patrimoni Arquitectònic de Catalunya.

## Descripció
Edifici bastit de maçoneria arrebossada i pintada, de planta baixa, dos pisos i golfes i cobert per teulada a dos vessants. A la façana s'obren dues portes i una finestra a la planta baixa, dos balcons i una finestra al primer pis, tres balcons i una finestra al segon i tres finestres a les golfes. La porta, dovellada amb la data, dona accés a l'entrada amb tres arcades i escala d'accés al pis, amb cisterna i eines antigues ben conservades penjades a les parets.

## Història
La casa, propietat d'uns terratinents importants, fou bastida durant l'època de l'expansió demogràfica del poble, el segle xviii. A les seves terres es declarà per primer cop la fil·loxera al priorat. Fou reformada a principis de segle xx.